# Краків-Головний
Краків-Головний (пол. Kraków Główny) — велика вузлова залізнична станція Польських державних залізниць у Польщі, місто Краків, адміністративний район Старе Місто. Будівля, побудована у 1844—1847 роках за проєктом архітектора Петера Розенбаума), розташовано паралельно колії. Проєкт був обраний із врахуванням розширення майбутньої лінії. Станція була спочатку кінцевою зупинкою залізниці Краків — Верхня Сілезія (пол. Kolej Krakowsko-Górnośląska, нім. Obeschlesische-Krakauer Eisenbahn). 
Станція обслуговує місцеві, міжміські та міжнародні залізничні маршрути. Згідно з польською класифікацією залізничних станцій Краків-Головний належить до вищої категорії А.
Рух потягів на станції координується постом електричної централізації, який забезпечений системою «KG». Станція обслуговує тільки пасажирські потяги. Вантажні потяги не заходять до центру Кракова і обслуговуються станцією Краків-Ольша.
З 14 лютого 2014 року головний зал вокзалу розташовується безпосередньо під залізничними перонами і має вихід до Краківського швидкісного трамвая, що входить до мережі Краківського комунікативного центру.
Будівля вокзалу Краків-Головний є архітектурною пам'яткою, внесено до реєстру охоронюваних пам'яток Малопольського воєводства і є об'єктом туристичного маршруту міської інженерії під назвою «Краківський шлях техніки».

## Загальна інформація
Є великим транспортним вузлом, має пасажирське сполучення з усіма воєводствами Польщі та кільканадцять маршрутів приміського сполучення.
Міжнародне сполучення представлено поїздами до Чехії, Словаччини, Німеччини, Білорусі, Росії та Литви. До України курсує швидкий поїзд Львів — Вроцлав / Варшава.
Далеке внутрішньопольське сполучення представлено денними та нічними поїздами Intercity, а також високошвидкісними ЕІС до найбільших міст Польщі.
Найбільшими приміськими перевізниками в регіоні є Малопольська залізниця та Регіональний Перевізник.
До вокзалу прилягає двоповерховий автовокзал та ТЦ «Galeria Krakowska». Зі станції Краків-Головний курсує електропоїзд сполученням Краків — Міжнародний аеропорт імені Яна Павла II Краків-Баліце, а також автобус до аеропорту.

## Історія
Рішення про будівництво головного краківського вокзалу було прийнято радою Вільного міста Кракова у першій чверті XIX століття. Спочатку планувалося побудувати вокзал в околицях села Лобзув (нині — район Кракова) або в безпосередній близькості від сучасної вулиці Длугої. У результаті міська влада ухвалила рішення будувати вокзал в районі Весола між Стрілецьким парком і сучасними вулицями Любич і Павії. Земельна ділянка була придбана за 200 тисяч злотих і у 1844 році на ньому було побудовано невеликий вокзал, в якому були розміщена залізнична адміністрація, що раніше розташовувалася у будівлі Тройтлера на Головній краківській площі.
12 жовтня 1844 року закладено наріжний камінь нового вокзалу для Краківського-Верхньосилезької залізниці. 13 жовтня 1847 року відбулося урочисте відкриття вокзалу і залізниці Краків — Мисловиці. Будівля вокзалу було побудовано за проєктом Петера Розенбаума в стилі неоренесанс. У XIX столітті будівля вокзалу двічі перебудовувалася між 1869—1871 та 1892—1894 роками, в результаті чого воно набуло еклектичні архітектурні елементи. Збільшення руху поїздів у східному напрямку і подальший розвиток залізничного вузла призвело до того, що площа вокзалу була розширена майже у два рази під час першої реконструкції у 1869—1871 роках внаслідок ліквідації придорожніх скверів. В результаті цієї реконструкції будівля набула сучасного вигляду. У 1894 році побудований залізобетонний тунель під залізничними перонами, який був розширений під час останньої реконструкції у 1920 році, коли були споруджена привокзальна інфраструктура. 

Старовинні світлини
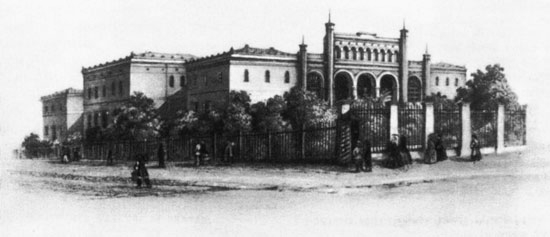
Вокзал Краківсько-Верхньосілезької залізниці у другій половині XIX ст.
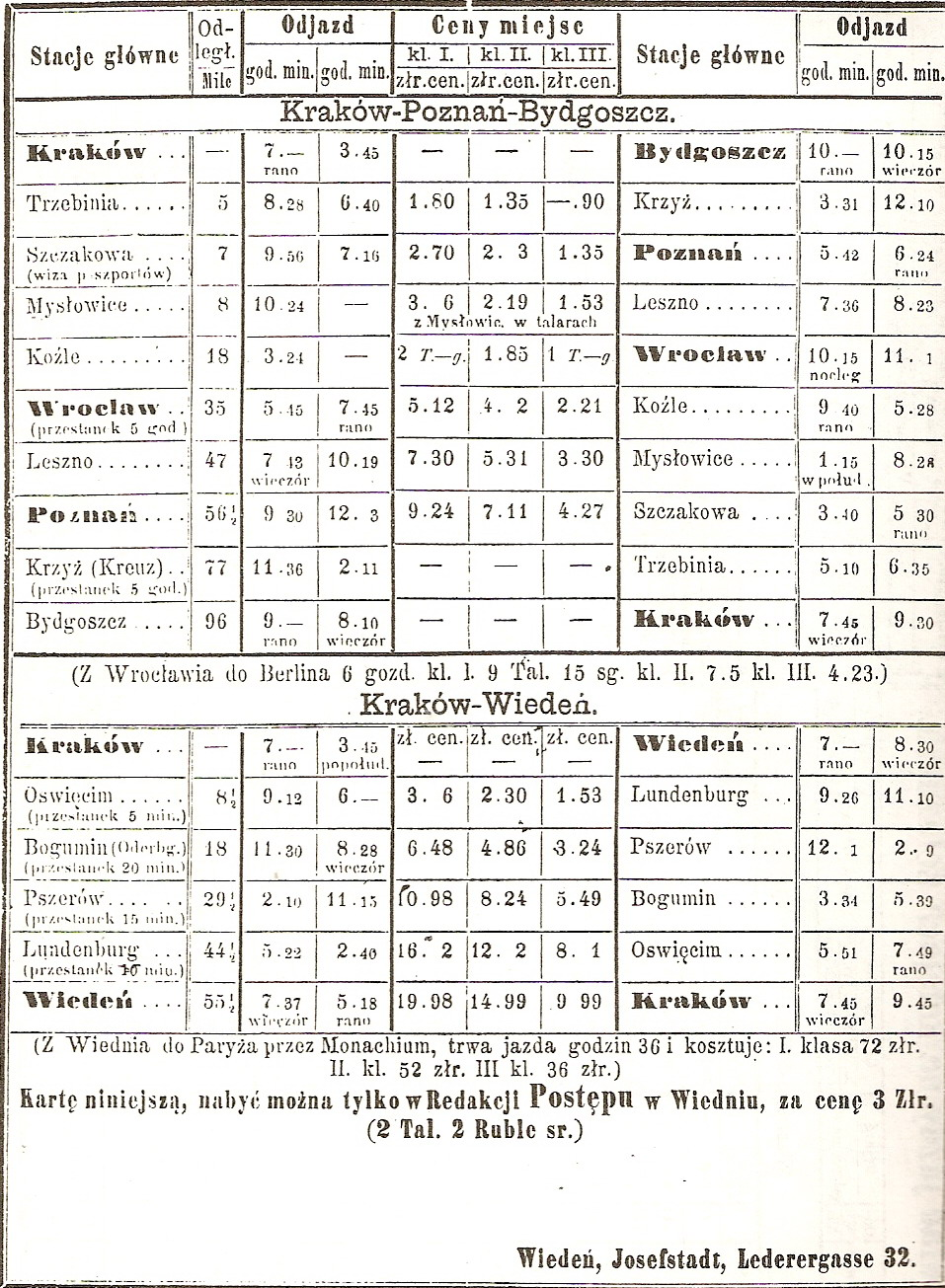
Розклад руху поїздів станом на 1862 рік

У 1930-ті роки розпочалося будівництво залізниці в бік міст Кельці і Варшави, в результаті чого були повністю перебудовані залізничні колії, розширено зал очікування і збільшено кількість колій.
1934 року, згідно з міським архітектурним планом, планувалося будівництво нової будівлі вокзалу за 300 метрів на північ від сучасної будівлі, яке планувалося знести. За часів німецької окупації Кракова вокзал з 1939 по 1945 роки мав німецьку назву «Krakau Hauptbahnhof». Німецька влада планувала ліквідувати діаметральні залізничні колії та побудувати на їх місці нову міську алею, а будівництво нового вокзалу планувалося в західній частині міста на території сучасного адміністративного району VIII-Дембніки. Аналогічні плани були озвучені у 1950-х роках через будівництво нового району Нова-Гута, коли новий вокзал планувалося побудувати у районі Могила.
12 липня 1986 року будівлю вокзалу було внесено до реєстру архітектурних пам'яток Малопольського воєводства (№ А704).
Навесні 2012 року почалося будівництво підземної частини вокзалу, яка стала називатися «Kraków Nowy Główny» (Краків-Новий-Головний). 14 лютого 2014 року підземна частина вокзалу, пов'язана з міським транспортом, була введена в експлуатацію.